# Roccaraso

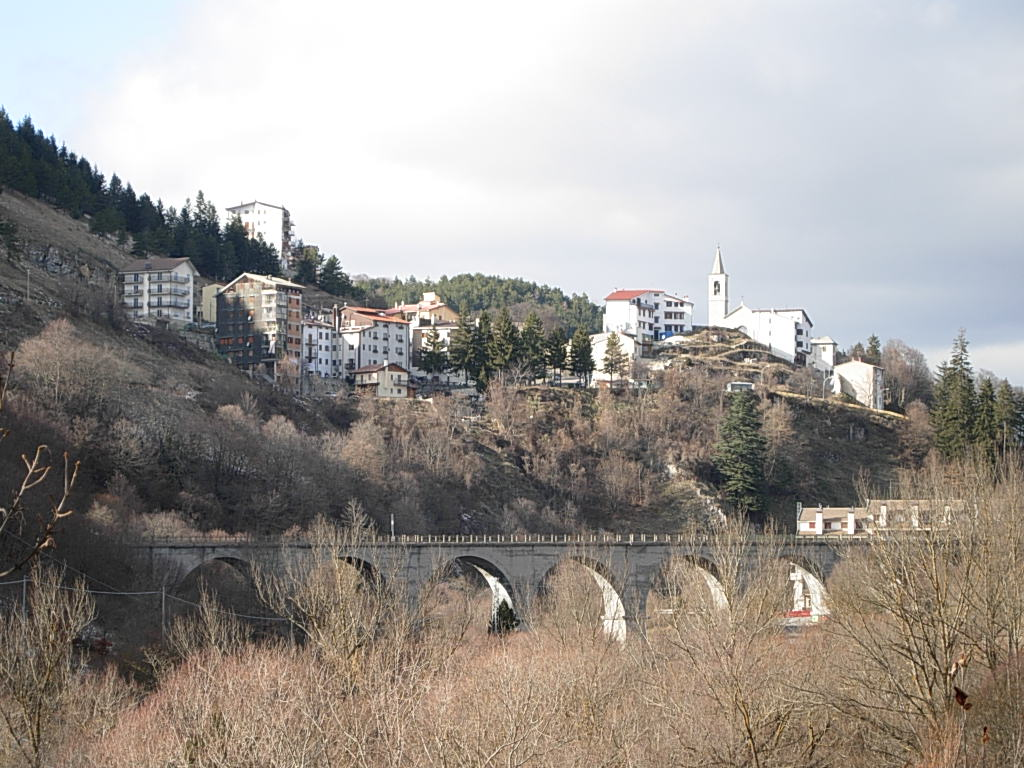
Blick auf Roccaraso

Roccaraso ist eine italienische Gemeinde (comune) mit 1485 Einwohnern (Stand 31. Dezember 2023) in der Provinz L’Aquila in den Abruzzen.

## Lage und Verkehr
Die Gemeinde liegt etwa 78,5 Kilometer südöstlich von L’Aquila im Nationalpark Majella, gehört zur Comunità Montana Alto Sangro e Altopiano delle Cinque Miglia und grenzt unmittelbar an die Provinz Isernia (Molise). Das Ortszentrum befindet sich auf einer Höhe von rund 1200 Metern.
Durch die Gemeinde führt die Strada Statale 17 dell'Appennino Abruzzese e Appulo Sannitica von Antrodoco nach Foggia. Der Bahnhof von Roccaraso liegt an der Bahnstrecke von Sulmona nach Isernia.

## Wintersport
Gemeinsam mit Rivisondoli bildet Roccaraso das Wintersportgebiet Alto Sangro. Dieses umfasst (Stand 2025) 74 Pisten und mehr als 100 Pistenkilometer. Das Skigebiet lässt sich in die drei Abschnitte Aremogna Roccaraso, Pizzalto Roccaraso und Montepratello Rivisondoli unterteilen und liegt an den Hängen des Toppe del Tesoro (2141 m) und Monte Pratello (2044 m).

## Radsport
Bereits bei der 1. Austragung im Jahr 1909 führte der Giro d’Italia auf der 3. Etappe durch Roccaraso. Die Ortschaft war Teil der anspruchsvollen Apennin-Etappe, die zwischen Chieti und Neapel ausgetragen wurde. Vor dem Ersten Weltkrieg wurde Roccaraso mit Ausnahme des Jahres 1912 jährlich durchfahren, wobei der Auffahrt sowohl über die Nord- als auch über die Südauffahrt erreicht wurde. Im Jahr 1952 fand erstmals eine Zielankunft in Roccaraso statt. Seither diente der Ort als Zielankunft, Startort, Bergwertung und Sprintwertung. Im Rahmen der Erstbefahrung fand eine Bergankunft in Roccaraso statt, die der Italiener Giorgio Albani gewann. Die Auffahrt erfolgte dabei über die Südseite von Castel di Sangro.
In den nachfolgenden Jahren wurde in Roccaraso meist eine Bergwertung abgenommen, wobei stets die Südauffahrt befahren wurde, die auf einer Länge von 6,5 Kilometern mit rund 6,5 % ansteigt und Rampen von bis zu 10 % beinhaltet. In den Jahren 1964 und 1980 fanden zwei weitere Bergankünfte in Roccaraso statt, bei denen sich Walter Boucquet und Bernard Hinault durchsetzten. Auch beim Giro d’Italia 1970 wurde die Südauffahrt als Schlussanstieg genutzt, wobei sich das Ziel im nahegelegenen Rivisondoli befand.
im Jahr 1987 wurde Roccaraso als Zielort der 7. Etappe erstmals aus nördlicher Richtung angefahren, wobei der Válico delle Cinquemiglia von Sulmona als Schlussanstieg diente. Nachdem die Passhöhe erreicht worden war, führten die letzte 12 Kilometer auf einem Plateau nach Roccaraso. Etappensieger wurde dabei der Italiener Moreno Argentin.
Während die Südauffahrt in den Jahren 1982 und 1988 als Anstieg der 3. Kategorie klassifiziert wurde, galt er zwischen 2010 und 2023 als Bergwertung der 2. Kategorie. Im Jahr 2002 wurde am Ende der Steigung ein Zwischensprint anstelle einer Bergwertung ausgefahren. Die bislang letzte Bergankunft in Roccarasso fand beim Giro d’Italia 2020 statt, wobei sich das Ziel erstmals nicht im Zentrum, sondern bei der nahegelegene Skistation Aremogna befand. Den Etappensieg holte damals der Portugiese Ruben Guerreiro aus der Ausreißergruppe.
Beim Giro d’Italia 2025 wurde Roccarasso auf der 7. Etappe nach dem Start in Castel di Sangro bereits nach 7,4 Kilometern erreicht, wo eine Bergwertung der 3. Kategorie abgenommen wurde. Diese sicherte sich der Italiener Lorenzo Fortunato.
| Jahr | Etappe     | Bergwertung  | Sieger                  | Auffahrt |
| ---- | ---------- | ------------ | ----------------------- | -------- |
| 1955 | 12. Etappe | GPM          | Gastone Nencini         | Süd      |
| 1963 | 5. Etappe  | GPM          | Vito Taccone            | Süd      |
| 1967 | 12. Etappe | GPM          | Aurelio González Puente | Süd      |
| 1969 | 11. Etappe | GPM          | Vito Taccone            | Süd      |
| 1970 | 10. Etappe | GPM          | Italo Zilioli           | Süd      |
| 1982 | 13. Etappe | 3. Kategorie | Marco Groppo            | Süd      |
| 1988 | 7. Etappe  | 3. Kategorie | Jesper Worre            | Süd      |
| 2010 | 11. Etappe | 2. Kategorie | Xavier Tondo            | Süd      |
| 2018 | 9. Etappe  | 2. Kategorie | Natnael Berhane         | Süd      |
| 2022 | 9. Etappe  | 2. Kategorie | Diego Rosa              | Süd      |
| 2023 | 7. Etappe  | 2. Kategorie | Davide Bais             | Süd      |
| 2025 | 7. Etappe  | 3. Kategorie | Lorenzo Fortunato       | Süd      |

| Platz | Fahrer     | Team            | Auffahrt           | Ziel      |
| ----- | ---------- | --------------- | ------------------ | --------- |
| 1952  | 7. Etappe  | Giorgio Albani  | Süd                | Roccaraso |
| 1964  | 12. Etappe | Walter Boucquet | Süd                | Roccaraso |
| 1980  | 14. Etappe | Bernard Hinault | Süd                | Roccaraso |
| 1987  | 7. Etappe  | Moreno Argentin | Nord (von Sulmona) | Roccaraso |
| 2020  | 6. Etappe  | Ruben Guerreiro | Süd                | Aremogna  |